# Distretto di Sandıklı
Il distretto di Sandıklı (in turco Sandıklı ilçesi) è uno dei distretti della provincia di Afyonkarahisar, in Turchia.